# Paolo Montero
Paolo Montero Iglesias (Montevideo, 3 de septiembre de 1971) es un exfutbolista y actual entrenador uruguayo. Jugaba como defensor central. Actualmente dirige al club atlético san Lorenzo de San José de mayo Uruguay 

## Trayectoria
Su padre, Julio Montero Castillo, fue un destacado Defensa central de la selección uruguaya. Cuando era niño, Paolo tenía que sacar buenas notas en la escuela, de lo contrario su padre no le permitiría asistir a los entrenamientos de fútbol.

### Como futbolista
Como futbolista, debutó en el Peñarol de Uruguay. Pasó luego a Italia de la mano de su representante, Francisco "Paco" Casal, primero al Atalanta y en 1996 fue traspasado a la Juventus de Turín. Allí ganó cuatro "Scudettos" y una Copa Intercontinental. Pese a sus éxitos en la liga italiana, Paolo nunca pudo levantar una Copa de Campeones de Europa luego de 1996, perdiendo tres finales en 1997, 1998 y 2003. Montero mantiene el récord de expulsiones en partidos de la Serie A con 16.
En la temporada 2005-06 fue transferido a San Lorenzo, de la liga argentina, donde jugó muy pocos partidos por distintas lesiones.
En la temporada 2006-07 fichó nuevamente para Peñarol de Uruguay, cumpliendo con su palabra de que jugaría en el equipo que lo vio nacer futbolísticamente, después de su salida del San Lorenzo, a pesar de contar con el ofrecimiento de muchos clubes, entre ellos Juventus.
Jugó su último partido oficial el 17 de mayo de 2007 con Peñarol, frente a Danubio, retirándose del fútbol a los 35 años.

### Como entrenador
Tras su retiro como jugador de fútbol profesional Paolo Montero pasó a desempeñarse como entrenador, comenzando esta nueva faceta en enero del año 2014 con las divisiones juveniles de Peñarol. Este puesto lo conservaría hasta noviembre de ese año, cuando pasaría a ejercer como entrenador interino del plantel de Primera División del club aurinegro por apenas un mes, donde dirigió solamente tres partidos.
Entre los meses de marzo y junio de 2016 dirigió al Club Atlético Boca Unidos en la divisional Primera B Nacional de la República Argentina.Su carrera continuaría en este país dirigiendo al Club Atlético Colón de Santa Fe entre julio y diciembre de 2016,y luego al Club Atlético Rosario Central desde enero a noviembre de 2017.
A continuación Paolo Montero pasó a dirigir al club Societá Sportiva Sambenedettese de Italia, desempeñando el cargo durante dos períodos: de julio de 2019 a octubre de 2020, y de febrero a junio de 2021.
Tras este pasaje de dos temporadas por el fútbol de Italia, Paolo Montero volvería a dirigir en la Argentina, esta vez al Club Atlético San Lorenzo de Almagro, de donde fuera jugador en la temporada 2005-2006. En este equipo permaneció desde julio a octubre de 2021.
Finalmente, en junio de 2022 tras ocho meses sin dirigir ningún equipo se confirmó que Montero vuelve a la Juventus, esta vez como entrenador del plantel Sub-19, conocido como Juventus Primavera.En mayo de 2024, fue designado entrenador interino del primer equipo hasta el final de la temporada.

## Selección nacional
Montero debutó con la selección de fútbol de Uruguay el 5 de mayo de 1991 ante Estados Unidos, en donde su equipo perdió por 1-0. Fue titular indiscutible y pieza fundamental durante más de diez años. Su último partido con la celeste lo disputó contra Australia en el repechaje para la clasificación de la Copa Mundial de Fútbol de 2006, perdiendo 4-2 en los penales luego de que empataran en el resultado global.

### Participaciones en Copas del Mundo
Paolo Montero disputó la Copa Mundial de Fútbol de 2002. Uruguay jugó en el grupo A teniendo como oponentes al vigente campeón del mundo Francia, Dinamarca y Senegal. Su selección quedó en el tercer puesto de dicho grupo perdiendo por 2:1 en su debut, empatando 0:0 con Francia y también con Senegal 3:3; quedando eliminada.
| Mundial              | Sede                  | Resultado    | Partidos | Goles |
| -------------------- | --------------------- | ------------ | -------- | ----- |
| Copa Mundial de 2002 | Corea del Sur y Japón | Primera fase | 3        | 0     |

### Participaciones en Copa Confederaciones
| Copa                      | Sede           | Resultado | Partidos | Goles |
| ------------------------- | -------------- | --------- | -------- | ----- |
| Copa Confederaciones 1997 | Arabia Saudita | 4° puesto | 4        | 0     |

### Participaciones en Copa América
| Copa América      | Sede | Resultado    | Partidos | Goles |
| ----------------- | ---- | ------------ | -------- | ----- |
| Copa América 2004 | Perú | Tercer lugar | 4        | 1     |

## Clubes

### Como jugador
| Club        | País      | Año       |
| ----------- | --------- | --------- |
| Peñarol     | Uruguay   | 1990-1991 |
| Atalanta    | Italia    | 1992-1996 |
| Juventus    | Italia    | 1996-2005 |
| San Lorenzo | Argentina | 2005-2006 |
| Peñarol     | Uruguay   | 2006-2007 |

### Estadísticas como entrenador
- Datos actualizados al último partido dirigido el 25 de mayo de 2024.

| Equipo                      | Torneo                       | Estadísticas | Estadísticas | Estadísticas | Estadísticas | Estadísticas | Estadísticas | Estadísticas | Estadísticas | Estadísticas |
| Equipo                      | Torneo                       | PJ           | G            | E            | P            | GF           | GC           | DG           | Puntos       | Efectividad  |
| --------------------------- | ---------------------------- | ------------ | ------------ | ------------ | ------------ | ------------ | ------------ | ------------ | ------------ | ------------ |
| Peñarol · Uruguay           | Campeonato 2014-15           | 3            | 2            | 0            | 1            | 8            | 4            | +46          | 6            | 66.67%       |
| Peñarol · Uruguay           | Total                        | 3            | 2            | 0            | 1            | 8            | 4            | +46          | 6            | 66.67%       |
| Boca Unidos Argentina       | B Nacional 2016              | 15           | 9            | 4            | 2            | 20           | 10           | +10          | 31           | 68.89%       |
| Boca Unidos Argentina       | Total                        | 15           | 9            | 4            | 2            | 20           | 10           | +10          | 31           | 68.89%       |
| Colón Argentina             | Copa Santa Fe 2016           | 1            | 1            | 0            | 0            | 3            | 0            | +3           | 3            | 100%         |
| Colón Argentina             | Campeonato 2016-17           | 14           | 6            | 2            | 6            | 13           | 13           | 0            | 20           | 47.62%       |
| Colón Argentina             | Total                        | 15           | 7            | 2            | 6            | 16           | 13           | +3           | 23           | 51.11%       |
| Rosario Central Argentina   | Campeonato 2016-17           | 16           | 8            | 5            | 3            | 25           | 17           | +8           | 29           | 56.86%       |
| Rosario Central Argentina   | Copa Argentina 2016-17       | 5            | 4            | 1            | 0            | 7            | 3            | +4           | 13           | 86.67%       |
| Rosario Central Argentina   | Campeonato 2017-18           | 8            | 0            | 4            | 4            | 5            | 14           | -9           | 4            | 16.67%       |
| Rosario Central Argentina   | Total                        | 29           | 12           | 10           | 7            | 37           | 34           | +3           | 46           | 52.87%       |
| S.S Sambenedettese · Italia | Serie C (Italia) 2019-20     | 27           | 9            | 7            | 11           | 31           | 31           | 0            | 34           | 41.98%       |
| S.S Sambenedettese · Italia | Coppa Italia Serie C 2019-20 | 1            | 0            | 0            | 1            | 0            | 2            | -2           | 0            | 0%           |
| S.S Sambenedettese · Italia | Copa Italia 2019-20          | 1            | 0            | 1            | 0            | 3            | 3            | 0            | 1            | 33.33%       |
| S.S Sambenedettese · Italia | Serie C (Italia) 2020-21     | 23           | 7            | 7            | 9            | 20           | 29           | -9           | 28           | 40.58%       |
| S.S Sambenedettese · Italia | Copa Italia 2020-21          | 1            | 0            | 0            | 1            | 2            | 3            | -1           | 0            | 0%           |
| S.S Sambenedettese · Italia | Total                        | 53           | 16           | 15           | 22           | 56           | 68           | -12          | 63           | 39.62%       |
| San Lorenzo Argentina       | Campeonato 2021              | 17           | 4            | 5            | 8            | 15           | 23           | -8           | 17           | 33.33%       |
| San Lorenzo Argentina       | Total                        | 17           | 4            | 5            | 8            | 15           | 23           | -8           | 17           | 33.33%       |
| Juventus · Italia           | 2023-24                      | 2            | 1            | 1            | 0            | 5            | 3            | +2           | 4            | 66.67%       |
| Juventus · Italia           | Total                        | 2            | 1            | 1            | 0            | 5            | 3            | +2           | 4            | 66.67%       |
| Total en sus equipos        | Total en sus equipos         | 134          | 51           | 37           | 46           | 157          | 155          | +2           | 190          | 47.26%       |

## Palmarés

### Como jugador

#### Campeonatos nacionales
| Título              | Club     | País   | Año     |
| ------------------- | -------- | ------ | ------- |
| Serie A             | Juventus | Italia | 1996-97 |
| Supercopa de Italia | Juventus | Italia | 1997    |
| Serie A             | Juventus | Italia | 1997-98 |
| Serie A             | Juventus | Italia | 2001-02 |
| Supercopa de Italia | Juventus | Italia | 2002    |
| Serie A             | Juventus | Italia | 2002-03 |
| Supercopa de Italia | Juventus | Italia | 2003    |

#### Copas internacionales
| Título                    | Club     | País   | Año  |
| ------------------------- | -------- | ------ | ---- |
| Copa Intercontinental     | Juventus | Japón  | 1996 |
| Supercopa de Europa       | Juventus | Italia | 1996 |
| Copa Intertoto de la UEFA | Juventus | Turín  | 1999 |